# Cosmocampus investigatoris
Cosmocampus investigatoris es una especie de pez de la familia Syngnathidae en el orden de los Syngnathiformes.

## Morfología
Los machos pueden alcanzar 7,2 cm de longitud total.

## Reproducción
Es ovovivíparo y el macho transporta los huevos en una bolsa ventral, la cual se encuentra debajo de la cola.

## Hábitat
Es un pez  de mar y de clima tropical  que vive entre 0-15 m de profundidad.

## Distribución geográfica
Se encuentra desde Kuwait hasta la isla Ko Samui (Golfo de Tailandia ).